# Натуризм

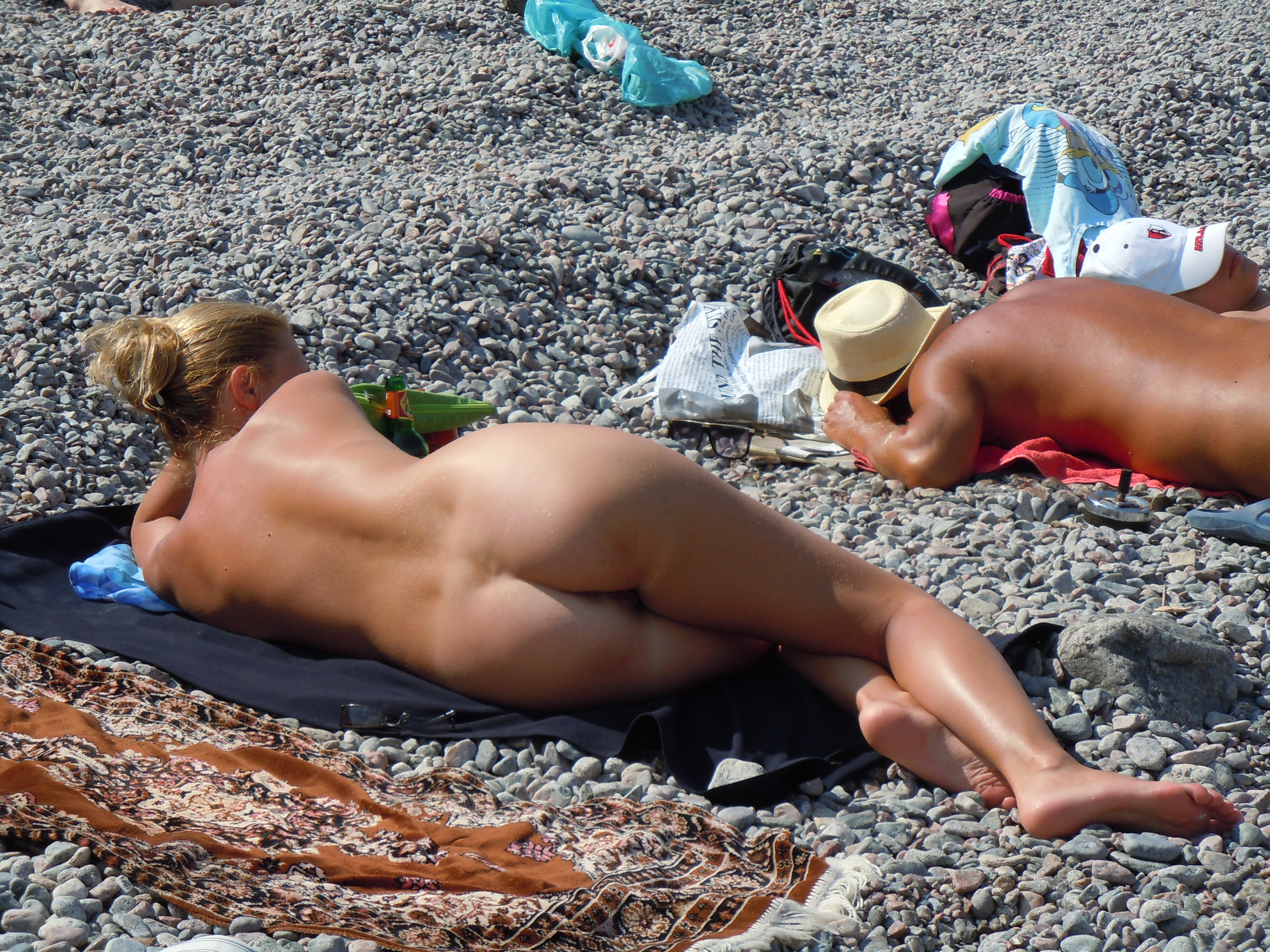
Оголені люди на пляжі в Одесі

Натури́зм, нуди́зм (від лат. natura — природа, від лат. nudus — оголений) — стиль життя, учасники якого практикують не-сексуальну суспільну оголенність, приватно чи публічно. Термін також використовується для позначення культурного руху, котрий захищає цей стиль життя, як юридично — так і суспільно. Хоча терміни натуризм і нудизм є взаємозамінними, нудизм підкреслює практику оголенності, коли натуризм виділяє хороше ставлення, що включає гармонію з природою і повагу до навколишнього середовища, з котрим та практика є поєднаною. Натуристами є люди, що походять з багатьох різних філософських і культурних передумов, тому не існує єдиної ідеології натуризму.
Слово «натуризм» входить до назви міжнародних організацій, таких як Міжнародна федерація натуризму (INF), що працює під егідою ЮНЕСКО.

## Історія натуризму

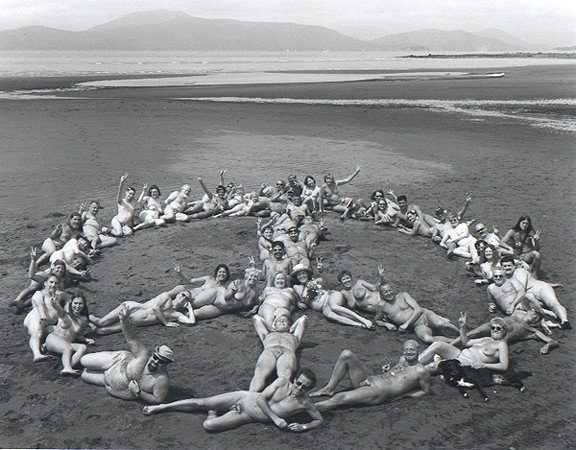
Група натуристів у формі символу пацифізму. Канада, 1970.

Оголеність з давніх часів мала сакральний характер. В античні часи заняття спортом проводили голими, і від відповідного слова (грец. γυμνός — голий) утворюються слова «гімнастика» і «гімназія» (спочатку — місце для тренувань і занять спортом). Деякі язичницькі обряди також виконувалися в оголеному вигляді. Наприклад, можна згадати звичай, пов'язаний з обороною від зовнішньої загрози (нападу або хвороби): оголені жінки вночі впрягалися в плуг і виорювали борозну навколо селища. Античні автори з часів Олександра Македонського описують індійських аскетів-джайністів, які відкидали одяг і тому були названі греками гімнософістами (грец. голі мудреці). У сучасній Індії є релігійна група дігамбарів («одягнених світлом», «повітрям»), гілка джайнізму, у яких нагота служить символом звільнення від світу смертних. З прийняттям християнства появилось табу на оголеність, хоча християнські вчення оголенність не забороняють. У Новий час (починаючи з часів Відродження) були спроби воскресити його як символ розриву з християнською традицією «плотоумерщвления» (убивання плоті) і повернення до природи.
Натуризм зародився в Німеччині на початку XX століття під назвою «культура вільного тіла». Засновником сучасного натуризму можна вважати французького вченого-географа і анархіста Елізе Реклю (фр. Elisée Reclus; 1830—1905), який до німців пропонував використовувати оголеність в соціальних цілях. Він відзначав гігієнічні гідності оголеності з моральної і фізіологічної точки зору, і думав про її перспективи в історії та географії культур. У своїй книзі «Людина і Земля» (1905) він, зокрема, пише: 

"Питання одягу і наготи є важливим з точки зору фізичного здоров'я, мистецтва і моралі: мені просто необхідно висловити свої думки, тому що неможливо весь час уникати цю дискусію. Це зовсім недавнє завоювання свободи людини: адже не так давно будь-який сумнів у необхідності одягу було б відкинуто як напади на моральні принципи суспільства … "

«Правильніше було б ставити питання так: що краще для здоров'я і гармонійного розвитку людини у фізичному і моральному плані? Будь-який лікар вам відповість: нагота корисніша. Відомо, наприклад, що шкіра відновлює свою життєву енергію, якщо її безперешкодно підставляти повітрю, світлу і природним елементам. Ніщо не заважає потовиділенню, всі органи відновлюють свої функції; шкіра стає м'якою і пружною і втрачає блідість, як рослина, позбавлена світла. Експерименти показують, що коли шкіра позбавлена світла, кількість червоних кров'яних тілець зменшується разом з гемоглобіном. Тобто, життя стає менш інтенсивним. Це є зайвим доказом того, що прогрес цивілізації не завжди є таким як вважаємо, і вимагає наукового дослідження.»
У Німеччині першим ідеологом руху за оголення став Генріх Пудора, який написав книги "Оголені люди. Радість майбутнього «та» Культ оголеності ". У них містилося пояснення ідеї «вільного культуризму», який був спрямований на забезпечення гармонії розвитку душі і тіла, необхідні для формування «досконалої людини нордичної раси». Хоча цей рух спочатку мав мирний характер, він поширився в середовищі нацистського офіцерства, отримавши назви «нудокультуризм» і «нудонацизм».
Перше натуристське суспільство, що мало назву «Тіфаль» було засновано Ріхардом Унгевіттером, автором книги «Оголеність». Товариство проповідувало здоровий спосіб життя: відмова від куріння, алкоголю і м'ясної їжі, заняття гімнастикою. Проголошувалася мета повернення людини до природного способу життя, вільного від збочень, пов'язаних з придушенням його природних потреб. Членами товариства була заснована перша натуристська база відпочинку поблизу Гамбурга. Громадські організації натуристів були створені в Берліні (1910 рік) і в Штутгарті (1911 рік).
Поширившись спочатку серед студентської молоді, з 1920-х років здобула популярність у багатьох країнах Європи, а також у США, Канаді, Новій Зеландії та деяких інших, були створені національні федерації натуризму.
У Скандинавії становлення натуризму пов'язано з ім'ям Сорена Соренсена, який в 1936 році створив натуристську базу відпочинку на острові поблизу Копенгагена і заснував перший в Скандинавії натуристський клуб «Сонячний спорт Півночі». У Франції натуризм пропагували лікарі Гастон і Андре Дюрвіль, які займалися виданням журналу «Жити мудро», були засновниками курорту «Геліополіс» та Інституту натуризму і були пропагандистами таких методів лікування як гідротерапія та геліотерапія.
У Росії ідеологом натуристського відпочинку був Максиміліан Волошин, автор праць «Відблиски. Нагота» (1910) і «Відблиски. Маски. Нагота» (1914) і засновник натуристських пляжів в Криму. У перші роки радянської влади, до встановлення тоталітарного режиму на початку 1930-х років, натуризм також був досить поширений: навіть проводилися оголені ходи вулицями міст, в тому числі Москви.
Український політик і письменник Володимир Винниченко був натуристом і сироїдом.
У 1953 заснована Міжнародна федерація натуризму (INF), що працює під егідою ЮНЕСКО.

## Теорія і практика натуризму

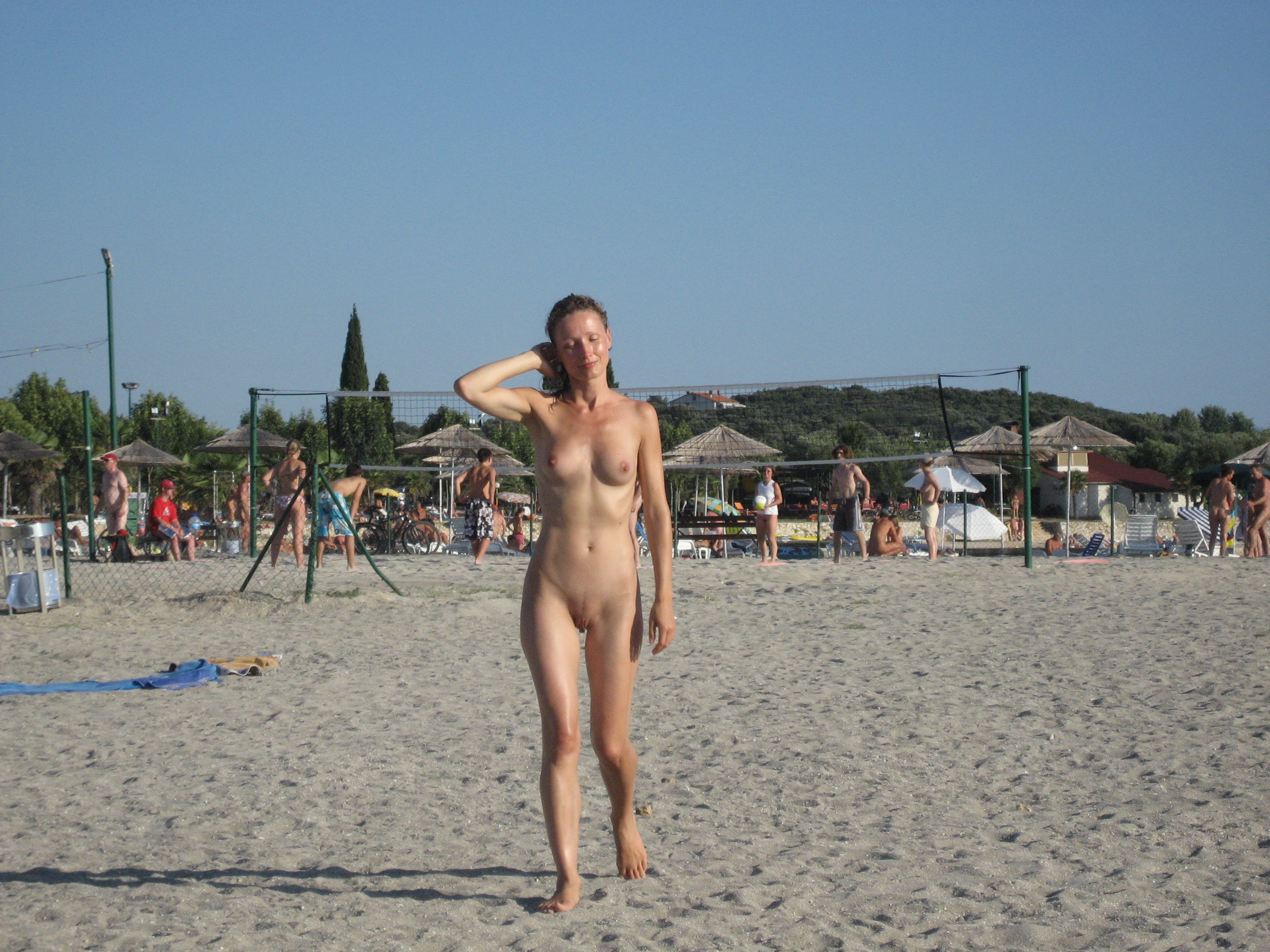
Жінка на нудистському пляжі

Щоб не бентежити інших людей оголеністю, натуристи організовують окремі пляжі, басейни та спортивні майданчики, в декларованих статутах і на практиці натуристи пильно стежать за дотриманням принципів етики людських відносин. Проте натуристські пляжі можуть приваблювати вуаєристів і ексгібіціоністів.
Оголеність в натуризмі зазвичай не є самоціллю, натуризм включає в себе:
- турботу про своє здоров'я (відмова від шкідливих звичок, які нав'язує суспільство);
- увага до оточуючих і боротьба за право людини вести здоровий спосіб життя;
- турботу про навколишнє середовище, підтримання екології.

## Позитивні ефекти практики натуризму
- Купання без одягу загалом і купальника зокрема дозволяє тілу висихати в рази швидше, у наслідок чого людина швидше зігрівається, і зменшується кількість позитивних факторів для розвитку шкідливих мікроорганізмів.[6]
- Проводження часу без одягу покращує самовпевненість.[7]
- Відмова від постійного носіння тісного одягу, особливо в спеку і під час тренувань, може посприяти терморегуляції яєчок, і зниженню вологості, яка є позитивним фактором для розвитку шкідливих мікроорганізмів.[6]
- Сон без одягу допомагає терморегуляції організму, що покращує якість сну,[8] і терморегуляції яєчок, що позитивно впливає на плодючість,[9] а також він допоможе позбитуся від небажаної вологості, через яку можуть виникнути бактеріальні чи грибкові інфекції.[6] Крім цього сон без одягу є чудовим початком для практики натуризму.
- Оголюючись, люди дають оточуючим сигнал, що довіряють їм, а це може створити атмосферу доброзичливості та відкритості, що у свою чергу може допомогти у боротьбі зі страхом перед людьми.
- Здоровіше бачення людського тіла.[7]
- Більша насолода від життя.[7]
- Серйозніше та здоровіше ставлення до людського тіла і сексу.
- Люди стають чутливішими до навколишнього середовища. Дуже неприємно, наприклад, ходити босоніж по недокурках або розбитих пляшках. Припиняючи захищати себе одягом від навколишнього середовища, люди гостріше відчувають її забруднення.

## Негативні ефекти практики натуризму
- Ультрафіолетове випромінювання, за деякими даними, прискорює процеси старіння шкіри, а вплив прямих сонячних променів, особливо на певні частини тіла, істотно підвищує ймовірність захворіти на рак. Хоча здатність плавок або купальника захищати тіло від ультрафіолетових променів поставлена під сумнів.
- Демонстрація органів виділення пов'язана з почуттям сорому і заборонена в багатьох сучасних етичних системах. Когнітивний дисонанс може викликати також те, що оточуючі демонструють своє оголене тіло не пов'язуючи це із задоволенням сексуальних бажань.

## Натуризм і суспільство
Спочатку натуризм був свого роду протестом проти пуританських норм моралі і його зустріли протестами з боку консервативно налаштованих кіл суспільства, які вбачали в оголенні ознаки розпусти. Щоб уникнути подібних звинувачень, з самого початку натуристського руху були введені досить жорсткі обмеження щодо статевих стосунків у рамках нудистського відпочинку, яких досить суворо дотримуються.
Додатковою причиною для занепокоєння суспільства було те, що нудистський відпочинок, як правило, має сімейний характер: батьки приводять на нудистські пляжі своїх дітей. Побоювання були пов'язані з можливим розбещенням малолітніх, яке тягне за собою їх вступ в ранні статеві стосунки. Однак, дослідженнями було встановлено протилежний ефект: діти, долучені батьками до натуризму, сприймають оголеність як природний стан, у них спостерігається не більша, а менша, в порівнянні з іншими дітьми, цікавість щодо статевих відмінностей, відсутня схильність до підглядання і вступу в ранні статеві зв'язки.

## Натурист-курорти Європи
- Містечко Геліополіс («Місто сонця») на острові Іль-дю-Леван.
- Кап Даг (Cap-d'Agde), знамените нудистське місто на півдні Франції, біля Агд в департаменті Еро, з населенням 40 000 у літні місяці.[10]
- Центр Геліо — Марін, Ванде-Монталіве, CHM Montalivet[en]
- Ля Женні, біля Леж-Кап-Ферре
- Пампельйон, Раматюель, кантон Сен-Тропе, Вар (департамент)
- Euronat, Граян-е-л'Опіталь[11]
- Port Leucate, Лекат (Nudist Quarter only)[12]
- Врітомартіс, Хора-Сфакіон, Крит, Греція
- Ізола-ді-Капо-Риццуто, Італія
- о. Тавіра, біля м. Тавіра, Португалія
- Коверсада, Врсар, Хорватія
- о. Ада Бояна[en], біля м.Ульцинь, Чорногорія
- Вера (Альмерія), Іспанія.
- Poble Naturista El Fonoll, Пасанан-і-Бальталь, Conca de Barberà, Tarragona[13]
- о. Форментера, Балеарські о-ви,
- Чарсо дель Пало, о.Лансароте, Канари
- Плайя дель Інглес[ru], і Маспаломас о. Гран-Канарія, Канари
- Брікетвуд, гр. Гартфордшир, Англія
- Apollo Sun Club, Брайтон, Sussex[14]
- Western Sunfolk Club, Чепстоу, Монмутшир[15]
- Friedrichsbad Roman bath, Баден-Баден[16]
- Hotel Rosengarten, Фройденштадт  [17].[18]
- Патара, Турецька рив'єра район Каш, Анталія (іл) Туреччина.

## Натурист-курорти України
- Натуристський пляж у центрі міста, між курортними зонами Дельфін й Аркадія, м. Одеса
- Пляж «Південний», м. Одеса
- Натуристський пляж у Кароліно-Бугаз, між базою відпочинку «Чайка» і пансіонатом «Одеса», с. Кароліно-Бугаз